# Lancenigo
Lancenigo is een plaats (frazione) in de Italiaanse gemeente Villorba.